# سایوز تی‌ام-۱۰
سایوز-تی‌ام-۱۰ (به روسی: Союз )(به معنای اتحاد) دهمین مأموریت سرنشین دار سازمان فضایی شوروی به سمت ایستگاه فضایی میر محسوب می شود. در طول این ماموریت ۱ فضاپیمای پشتیبانی پروگرس به ایستگاه متصل شد. همچنین بر روی ماژول فرود این فضاپیما دوربینی نصب شده بود تا واکنش فضانوردان را هنگام بازگشت به زمین ثبت کند.

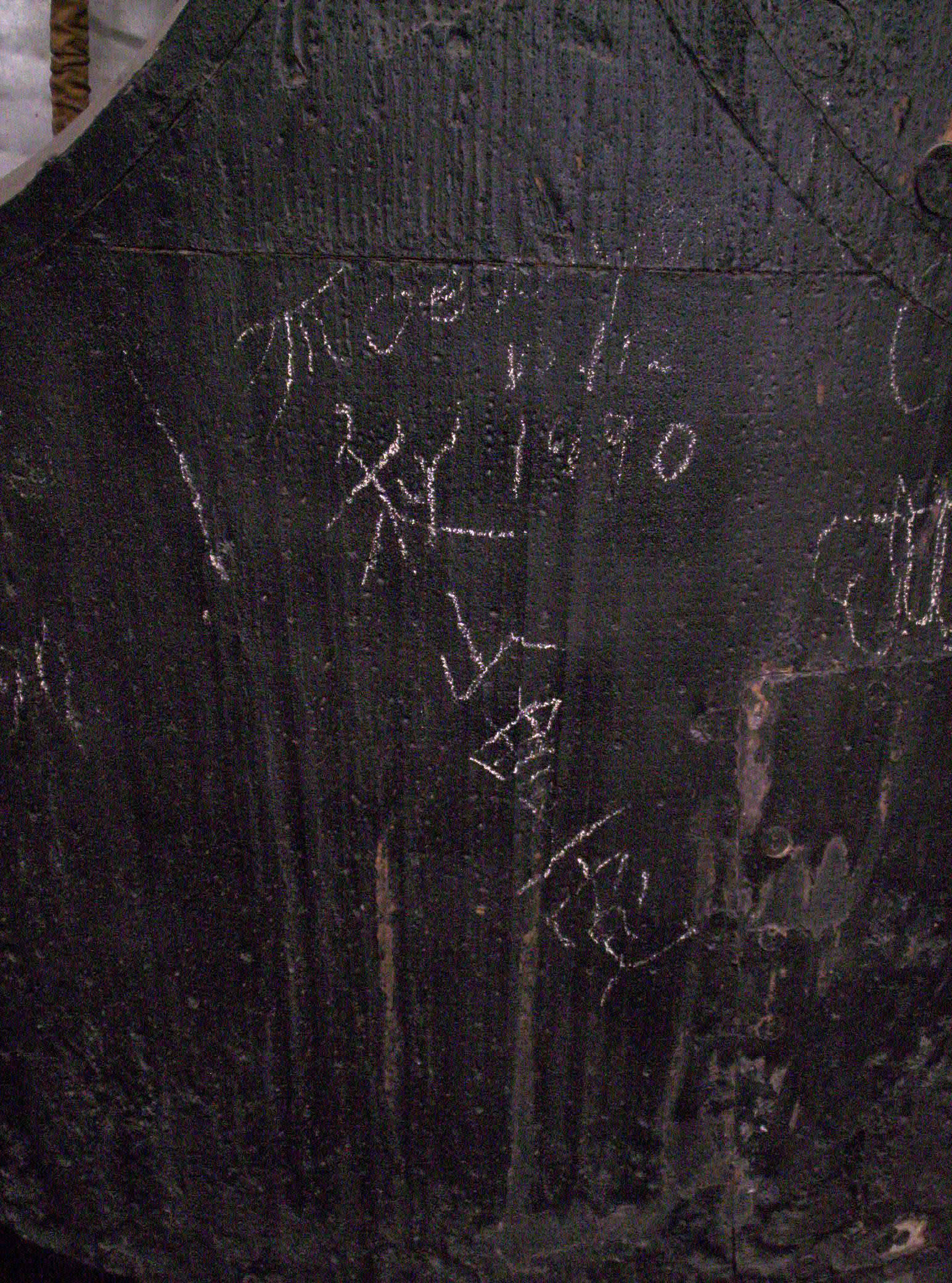
ماژول فرود سایوز تی‌ام-۱۰ که خدمه بر روی آن امضا زده‌اند

## خدمه مأموریت
| شماره | نام             | ملیت               | تعداد پرواز | نقش عملیاتی | تصویر |
| ۱     | گنادی ماناکوف   | اتحاد جماهیر شوروی | ۱           | فرمانده     |       |
| ۲     | گنادی استرکالوف | اتحاد جماهیر شوروی | ۴           | مهندس پرواز |       |